# Friedrich Carl Adolf von Lindemann
Friedrich Carl Adolf von Lindemann, auch Friedrich Carl Adolph von Lindemann (* 22. September 1771 in Dresden; † 5. Dezember 1824 oder 1825 ebenda), war ein deutscher Offizier.

## Leben

### Familie
Friedrich Carl Adolf von Lindemann war der Sohn des sächsischen Vize-Kammerpräsidenten Karl Ferdinand Lindemann und dessen zweiter Ehefrau Charlotte-Elisabeth Ferber (* 21. März 1738; † 9. November 1795), Schwester des Hof- und Justizrats Friedrich Wilhelm von Ferber.
Seine Schwester Friederike Eleonore Charlotte (* 10. November 1761 in Dresden; † 28. März 1802 in Dresden) war mit dem Rechtswissenschaftler Karl Friedrich Treitschke verheiratet. Sein älterer Bruder Friedrich August Ferdinand von Lindemann (* 22. März 1767 in Dresden; † 18. August 1833 ebenda) wurde königlich-sächsischer Wirklicher Finanzrat und sein Halbbruder Gottfried Ferdinand von Lindemann (* 1744; † 1804) kursächsischer Wirklicher Hof- und Justizrat.
Durch seinen Großvater Levin Lindemann (1665–1729) war er weitläufig mit Margarethe Luther geb. Lindemann (1460–1531), der Mutter des Reformators Martin Luther verwandt.
1816 heiratete er Karolina Louise Hedwig († 1844), Tochter von Carl Friedrich von Beßer, kursächsischer General-Akzise-Kommissar für die Grafschaft Mansfeld; gemeinsam hatten sie drei Kinder:
- Hermann Carl August von Lindemann (* 1817), Redakteur linksdemokratischer Zeitungen;
- Marie Louisa Carolina von Lindemann (1818–1903), Pianistin, Sängerin, Klavier- und Gesangslehrerin, Schriftstellerin;
- Moritz Carl Adolph von Lindemann (* 27. März 1823 in Dresden; † 7. August 1908 ebenda), Geograph und Polarforscher.

Er starb am 5. Dezember 1824 und sein Nachlass befindet sich im sächsischen Staatsarchiv in Dresden.

### Werdegang
Seinen ersten Unterricht erhielt Friedrich Carl Adolf von Lindemann im Haus seiner Mutter durch Hauslehrer; diese vertieften seine Kenntnisse in Sprachen und Geschichte.
Zur Vorbereitung auf die Universität besuchte er das Erziehungs-Institut des Hofrats Karl August Böttiger und immatrikulierte sich im Oktober 1786 an der Universität Leipzig.
Beim Reichsvikariat wurde am 31. Juli 1790 sein Adelsdiplom von 1563 mit einem Erneuerungsdiplom bestätigt.
1791 trat er, nach Beendigung des Studiums, in die sächsische Armee ein und wurde beim damaligen Regiment leichter Pferde in Gersdorf eingesetzt. 1808 wurde er zum Hauptmann und 1809 zum Major befördert. In dieser Zeit war er zunächst an den Rheinfeldzügen gegen die Franzosen beteiligt und kämpfte gegen diese unter anderem auch 1806 in Schleiz während des Gefechts bei Saalfeld. Bis zum Frieden von Tilsit kämpfte er allerdings auf Seiten der Franzosen als Brigademajor (Stabschef) gegen die Preußen, sowie 1809 gegen Österreich und nahm unter anderem an der Schlacht bei Wagram teil.
1813 geriet er während der Befreiungskriege in Riga in Gefangenschaft und wurde während dieser Gefangenschaft zum Oberstleutnant befördert. Nach der Rückkehr aus der Gefangenschaft wurde er 1814 zum Generalinspekteur der Kavallerie und 1815 zum Generalintendanten der sächsischen Armee ernannt; 1814 nahm er dann auch noch am letzten Krieg gegen Frankreich teil. 1823 erfolgte seine Beförderung zum Oberst.
Er wurde auch zum Geheimen Kriegskammerrat ernannt.

## Ehrungen und Auszeichnungen
Aufgrund seines Kampfeinsatzes während der Schlacht von Wagram wurde Friedrich Carl Adolf von Lindemann das Ritterkreuz des Militär-St.-Heinrichs-Orden verliehen.